# Lijst van optredens in Vera (Groningen)
Dit is een lijst van optredens in het Groningse poppodium Vera.

## Bands voordat ze groot werden

### De jaren van Joy Division, U2, Sonic Youth en Nick Cave
In de loop der tijd hebben verschillende artiesten op het podium van Vera gestaan die later internationaal doorbraken. Sommige bands hebben verscheidene keren in Vera opgetreden. In dit overzicht staat het jaartal van hun debuut. Aanvankelijk kwamen veel bands uit Europa:
- Captain Sensible (1978)
- The Tourists (1979)
- The Raincoats (1979)
- The Popgroup (1979)
- Dr. Feelgood (1979)
- XTC (1979)
- The Only Ones (1979)
- Bad Manners (1980)
- UK Subs (1980)
- Orchestral Manoeuvres in the Dark (1980)
- CRASS (1980)
- The Beat (1980)
- Gang of Four (1980)
- Bauhaus (1980)
- Joy Division (1980)
- Simple Minds (1980)
- U2 (1980)
- The Human League (1980)
- The Cure (1980)
- The Fall (1981)
- The Sound (1981)
- The Slits (1981)
- Discharge (1981)
- The Exploited (1981)
- Echo and the Bunnymen (1981)
- TC Matic (1982)
- Cocteau Twins (1983)
- Killing Joke (1983)
- Sisters of Mercy (1983)
- The Nomads (1984)
- Billy Bragg (1984)
- Billy Childish / The Milkshakes (1984)
- The Jesus and Mary Chain (1985)
- The Damned (1985)
- Primal Scream (1986)

Amerikaanse bands die in die jaren kwamen waren:
- Jonathan Richman (1979)
- Joan Jett & the Blackhearts (1980)
- Tuxedomoon (1980)
- Lydia Lunch (1981)
- Pere Ubu (1981)
- Johnny Thunders & the Heartbreakers (1983)
- Sonic Youth (1983)
- Violent Femmes (1983)
- The Lyres (1984)
- Swans (1984)

Nick Cave speelde eerst met The Birthday Party (1982) en later met Nick Cave and the Bad Seeds (1984) in Vera. Andere Australische bands in Vera waren bijvoorbeeld Dead Can Dance (1983), The Triffids (1985) en The Saints (1986).

### De jaren van Dinosaur Jr., Nirvana, Pearl Jam en Beck
Vanaf midden jaren tachtig kwamen bands steeds vaker uit Amerika:
- Butthole Surfers (1985)
- Green on Red (1985)
- Meat Puppets (1985)
- Big Black (1986)
- Wipers (1986)
- The Replacements (1986)
- The Feelies (1986)
- Bad Brains (1987)
- Dinosaur Jr. (1987)
- Yo la tengo (1987)
- Suicidal Tendencies (1987)
- The Dream Syndicate (1987)
- The Beatnigs, met Michael Franti (1988)
- The Flaming Lips (1988)
- Soul Asylum (1988)
- Scream, met als drummer Dave Grohl (1988)
- Nirvana (1989)
- Buffalo Tom (1989)
- Fugazi (1989)
- Bad Religion (1989)
- The Lemonheads (1989)
- Soundgarden (1989)
- Mudhoney (1989)
- NOFX (1990)
- NoMeansNo (1990)
- Ween (1990)
- Hole met als zangeres Courtney Love (1991)
- Afghan Whigs (1992)
- Pearl Jam (1992)
- Monster Magnet (1992)
- Pavement (1992)
- Sebadoh (1992)
- Rancid (1993)
- Palace Brothers (1994)
- Beck (1994)
- Unwound (1994)
- Morphine (1994)
- Smog (1994)
- Guided by Voices (1995)
- Oblivians (1995)
- Weezer (1995)
- Lambchop (1996)
- 16 Horsepower (1996)
- Low (1996)
- Sleater-Kinney (1997)
- Grandaddy (1997)
- Calexico (1998)
- The Dirtbombs (1998)
- Jason Molina (1999)
- Jay Reatard (1999)
- Built to Spill (1999)
- Modest Mouse (1999)

Europese bands die in de jaren negentig in Vera speelden waren onder meer:
- Teenage Fanclub (1990)
- Motorpsycho (1993)
- The Notwist (1993)
- Turbonegro (1994)
- Lamb (1994)
- dEUS (1994)
- Cornershop (1994)
- Moondog Jr. / Zita Swoon(1995)
- Heather Nova (1995)
- Metal Molly (1996)
- Tocotronic (1996)
- Evil Superstars (1996)
- Sophia (1998)

Uit Australië kwamen:
- Cosmic Psychos (1988)
- Dirty Three (1995)

Uit Japan kwamen:
- Shonen Knife (1993)
- Boredoms (1994)
- Zeni Geva (1994)
- Audio Active (1995)
- Space Streakings (1995)
- Melt-Banana (1996)
- Cornelius (1998)

### De jaren van The White Stripes, The War on Drugs, Big Thief en Wet Leg
In deze eeuw kwamen nog steeds veel Amerikaanse bands: 
- The White Stripes (2001)
- Spoon (2001)
- My Morning Jacket (2001)
- The Mars Volta (2002)
- Nada Surf (2002)
- ... And You Will Know Us by the Trail of Dead (2002)
- Danko Jones (2002)
- Radio 4 (2003)
- Jason Merritt / Timesbold (2003)
- Interpol (2003)
- Death Cab for Cutie (2004)
- Reigning Sound (2004)
- The Shins (2004)
- TV on the Radio (2004)
- The Go! Team (2005)
- Midlake (2006)
- Brant Bjork (2006)
- Gossip (2006)
- The New Pornographers (2006)
- Animal Collective (2007)
- Joan As Police Woman (2007)
- Band of Horses (2007)
- Black Mountain (2007)
- Deerhunter (2007)
- Women (2008)
- White Denim (2009)
- Holy Fuck (2009)
- Dan Auerbach (2009)
- The Gaslight Anthem (2009)
- Titus Andronicus (2009)
- Beach House (2010)
- Tune-Yards (2010)
- Zola Jesus (2010)
- Suuns (2011)
- Wye Oak (2011)
- The War on Drugs (2011)
- Destroyer (2011)
- Fucked Up (2011)
- Ty Segall (2011)
- Cass McCombs (2012)
- Cloud Nothings (2012)
- Sharon Van Etten (2012)
- Other Lives (2012)
- Metz (2013)
- Mikal Cronin (2013)
- Curtis Harding (2014)
- Ought (2015)
- Waxahatchee (2015)
- A Giant Dog (2016)
- Big Thief (2018)
- Car Seat Headrest (2018)
- Oh Sees (2018)
- Julien Baker (2022)

Europese bands die Vera aandeden waren: 
- The Hives (2001)
- Elbow (2003)
- Arab Strap (2003)
- Editors (2005)
- The Kooks (2006)
- The Wombats (2008)
- Blood Red Shoes (2008)
- Balthazar (2010)
- Die Nerven (2014)
- Nothing but Thieves (2016)
- Pigs Pigs Pigs Pigs Pigs Pigs Pigs (2017)
- Shame (2017)
- Sleaford Mods (2018)
- Yungblud (2019)
- Slift (2019)
- The Murder Capital (2020)
- Porridge Radio (2022)
- Wet Leg (2022)
- Haunted Youth (2023)
- Sprints (2024)
- English Teacher (2024)
- Bad Nerves (2024)

Bekende Australische bands waren: 
- The Drones (2009)
- Pond (2012)
- King Gizzard & The Lizard Wizard (2014)
- Royal Headache (2016)
- Amyl and the Sniffers (2018)
- Rolling Blackouts Coastal Fever (2018)
- Psychedelic Porn Crumpets (2022)

Japanse bands in Vera waren onder meer: 
- Mono (2003)
- Envy (2007)
- Acid Mothers Temple (2008)
- Otoboke Beaver (2020)
- Bo Ningen (2023)

## Andere muziekstijlen
De muziekstijl die door de jaren heen de boventoon heeft gevoerd bij het poppodium is rock, van new wave tot grunge tot punkrock. Soms was er ook reggae in Vera: Steel Pulse (1978), Prince Far I (1978), Linton Kwesi Johnson (1981), The Gladiators (1982), Wailing Souls (1984), Junior Murvin (1986), Culture (1988), The Skatalites (2005), Pat Kelly (2013), Anthony B (2014), Chronixx (2014) en Jah Mason (2014).
In Vera waren ook talrijke metalbands te zien voordat ze groot werden, zoals Girlschool (1979), Slayer (1985), Death Angel (1987), Morbid Angel (1989), Napalm Death (1989), Bolt Thrower (1990), Carcass (1990), Incubus (1991), GWAR (1991), Paradise Lost (1991), Godflesh (1992), Neurosis (1993), Cradle of Filth (1997), Nightwish (1999), High on Fire (1999), Dystopia (2000), Mastodon (2003), The Dillinger Escape Plan (2004), Sunn O))) (2006), Baroness (2008), Wolves in the Throne Room (2009) en AmenRa (2013).
Ook enkele pioniers uit de elektronische muziek zoals hiphop, drum 'n' bass en techno waren in Vera te zien onder wie Paris (1993), Consolidated (1994), Roni Size (1996), Propellerheads (1996), Red Snapper (1996), Ken Ishii (1996), Autechre (1997), Squarepusher (1997), Common (2000) en Jaga Jazzist (2003).
Country of Americana was in Vera te zien middels Freakwater (1995), Slobberbone (2003), Drive-by Truckers (2003), Carla Bozulich / Evangelista (2008), Richmond Fontaine (2011) en Daniel Romano (2014).

## Artiesten met een lange carrière
Ook traden er in Vera soms artiesten op die al een carrière achter de rug hadden, zoals Max Roach (1979), Sun Ra (1980), R.L. Burnside (1980), Ronald Shannon Jackson & the Decoding Society, met als gitarist Vernon Reid (1981), Nico (1982), Bo Diddley (1982), Junior Walker (1983), Alex Chilton (1986), Curtis Mayfield (1987), Flaco Jiménez (1989), Gary Lucas (1990), Moe Tucker (with Sterling Morrison) (1992), Link Wray (1997), Robert Crumb & his Cheap Suit Serenaders (1998), André Williams (1998) en T-Model Ford (1998). Helmet had Vera overgeslagen in de jaren negentig, maar stond in 2014 op het podium met Betty, 20th anniversary tour.

## Van over de hele wereld
De meeste optredens zijn van bands uit westerse landen. Sinds 2010 kwamen er verscheidene Afrikaanse artiesten naar Vera, uit onder meer Ethiopië (Getatchew Mekurya, 2007; Fendika, 2014; Etenesh Wassie, 2019), Zuid-Afrika (Gert Vlok Nel, 2010; Jack Parow, 2010), Mali (Donso, 2013; Tamikrest, 2017; Samba Touré, 2019; Vieux Farka Touré, 2023), Niger (Mdou Moctar, 2015; Les Filles De Illighadad, 2017), Togo (Vaudou Game, 2015; Togo All Stars, 2017), Algerije (Imarhan, 2016) en Ghana (Pat Thomas & Kwashibu Area Band, 2016; Gyedu-Blay Ambolley, 2019).
Uit Latijns-Amerika kwamen verscheidene artiesten, uit landen als Argentinië (Blanco Teta, 2024), Brazilië (CSS, 2006), Puerto Rico (Davilla 666, 2011), Chili (Föllakzoid, 2013), Colombia (Meridian Brothers, 2014; Los Pirañas, 2017; Romperayo, 2018) en Mexico (Lorelle Meets The Obsolete, 2016; Mint Field, 2018).
Aziatische bands kwamen uit bijvoorbeeld Mongolië (Hanggai, 2010), Zuid-Korea (Jambinai, 2014), China (Carsick Cars, 2015) en Thailand (Khana Bierbood, 2019).

## Eurosonic
Jaarlijks vormt Vera een van de podia van Eurosonic. Tijdens dat festival traden in Vera talrijke bands op die snel daarna doorbraken, waaronder Tahiti 80 (2000), Franz Ferdinand (2004), The Libertines (2005), Ben Howard (2011), Iceage (2012), Bastille (2013), Royal Blood (2014), Oscar and the Wolf (2015), Dua Lipa (2016), IDLES (2017), Viagra Boys (2017), Black Midi (2019), Fontaines D.C. (2019), Black Country, New Road (2020), Squid (2020), Dry Cleaning (2020), Fat Dog (2024).

## Nederlandse artiesten
Tot de Nederlandse artiesten die in Vera optraden behoren: Doe Maar (1978), The Nits (1978), The Ex (1983), Claw Boys Claw (1984), Tröckener Kecks (1984), Urban Dance Squad (1989), Bettie Serveert (1992), Speedy J (1995), Osdorp Posse (1997), De Kift (1999), zZz (2005), Spinvis (2003), Elle Bandita (2006), Typhoon (2007), Lucky Fonz III (2008), De Staat (2009), Eefje de Visser (2010), John Coffey (2010), Kensington (2012), Mozes and the Firstborn (2012), Afterpartees (2013), Iguana Death Cult (2016), Dool (2017), Lewsberg (2017), Personal Trainer (2018), Altin Gün (2018) en Tramhaus (2021).

### Lokaal talent
Groningse bands die vaak in Vera optraden zijn: Boegies (1981), Moonlizards (1991), Firebirds (1992), Jammah Tammah (1993), Meindert Talma (1997), Green Hornet (1997), Junkie XL (1998), Traumahelikopter (2010), Joost Dijkema (2011), Avery Plains (2013), The Vices (2019) en Taxitaxi (2023).